# Liste der Kulturgüter in Diessenhofen
Die Liste der Kulturgüter in Diessenhofen enthält alle Objekte in der Gemeinde Diessenhofen im Kanton Thurgau, die gemäss der Haager Konvention zum Schutz von Kulturgut bei bewaffneten Konflikten, dem Bundesgesetz vom 20. Juni 2014 über den Schutz der Kulturgüter bei bewaffneten Konflikten sowie der Verordnung vom 29. Oktober 2014 über den Schutz der Kulturgüter bei bewaffneten Konflikten unter Schutz stehen.
Objekte der Kategorien A und B sind vollständig in der Liste enthalten, Objekte der Kategorie C fehlen zurzeit (Stand: 1. Januar 2023).

## Kulturgüter
| Foto | | Objekt | Kat. | Typ | Standort                                          | Beschreibung                                                                    |
| ---- | --- | --- | ---- | --- | ------------------------------------------------- | ------------------------------------------------------------------------------- |
| ja   | Datei hochladen · Wikidata zu Rheinbrücke (Q2798100)                                                                                    | Rheinbrücke KGS-Nr.: 04955                                                                                   | A    | G   | Rheinhalde 698510 / 283058                        |                                                                                 |
| ja   | Datei hochladen · Wikidata zu Haus zum Goldenen Löwen (Q29525818)                                                                       | Haus zum Goldenen Leuen KGS-Nr.: 04956                                                                       | A    | G   | Hauptstrasse 8 698449 / 282902                    |                                                                                 |
| ja   | Datei hochladen · Wikidata zu Burg Unterhof (Q7897586)                                                                                  | Burg Unterhof KGS-Nr.: 04961                                                                                 | A    | G   | Kirchgasse 15 698282 / 282979                     |                                                                                 |
| ja   | Datei hochladen · Wikidata zu Ehemaliges Dominikanerinnenkloster St. Katharinental (Q1776095)                                           | Ehemaliges Dominikanerinnenkloster St. Katharinental KGS-Nr.: 05213                                          | A    | G   | St. Katharinental 3–17 697428 / 283132            |                                                                                 |
| ja   | Datei hochladen · Wikidata zu Sammlung Goldener Leuen (Q24849521)                                                                       | Sammlung Goldener Leuen KGS-Nr.: 08455                                                                       | A    | S   | Hauptstrasse 8 698450 / 282908                    |                                                                                 |
| ja   | Datei hochladen · Wikidata zu Kornscheune des ehemaligen Dominikanerinnenklosters St. Katharinental (Q29525824)                         | Kornscheune des ehemaligen Dominikanerinnenklosters St. Katharinental KGS-Nr.: 09055                         | A    | G   | St. Katharinental 11.4 697229 / 283056            |                                                                                 |
| ja   | Datei hochladen · Wikidata zu Stadtbefestigung Diessenhofen (Q29525829)                                                                 | Stadtbefestigung (Stadtmauer, Hänkiturm, Siegelturm, Thüerenturm) KGS-Nr.: 10235                             | A    | G   | 698590 / 282893                                   |                                                                                 |
| ja   | Datei hochladen · Wikidata zu Petershauser Amtshaus (Q29882689)                                                                         | Petershauser Amtshaus KGS-Nr.: 04957                                                                         | B    | G   | Museumsgasse 11 698685 / 282970                   |                                                                                 |
| ja   | Datei hochladen · Wikidata zu Rathaus (Q29882691)                                                                                       | Rathaus KGS-Nr.: 04958                                                                                       | B    | G   | Hintergasse 49 698610 / 282966                    |                                                                                 |
| ja   | Datei hochladen · Wikidata zu Wohnhaus Oberhof (Q29882707)                                                                              | Wohnhaus Oberhof KGS-Nr.: 04966                                                                              | B    | G   | Hintergasse 47 698583 / 282972                    |                                                                                 |
| ja   | Datei hochladen · Wikidata zu Reformierte Kirche St. Dionys (Q28500827)                                                                 | Reformierte Kirche St. Dionys KGS-Nr.: 04967                                                                 | B    | G   | Kirchgasse 13.1 698344 / 282972                   |                                                                                 |
| ja   | Datei hochladen · Wikidata zu Wohnhaus, Laden, Café (Q133933090)                                                                        | Wohnhaus, Laden, Café KGS-Nr.: 04992                                                                         | B    | G   | Hauptstrasse 19 698497 / 282919                   |                                                                                 |
| ja   | Datei hochladen · Wikidata zu Siegelturmbrunnen (Q133932909)                                                                            | Siegelturmbrunnen KGS-Nr.: 05000                                                                             | B    | K   | Hauptstrasse 698570 / 282891                      | Auch Stadtbrunnen oder Oberer Brunnen                                           |
| ja   | Datei hochladen · Wikidata zu Katholische Kapelle St. Sebastian (Q29882679)                                                             | Katholische Kapelle St. Sebastian KGS-Nr.: 05214                                                             | B    | G   | Willisdorf, Dorfstrasse 31 697340 / 281964        |                                                                                 |
| ja   | Datei hochladen · Wikidata zu Wohnhaus Zum Wilden Mann (Q29882715)                                                                      | Wohnhaus Zum Wilden Mann KGS-Nr.: 10941                                                                      | B    | G   | Hauptstrasse 1 698368 / 282923                    |                                                                                 |
| ja   | Datei hochladen · Wikidata zu Klösterli (Q29882682)                                                                                     | Klösterli KGS-Nr.: 10942                                                                                     | B    | G   | Hauptstrasse 12 698465 / 282899                   | Wohnhaus mit Laden, 1979 mit Beiträgen des Amtes für Denkmalpflege restauriert. |
| ja   | Datei hochladen · Wikidata zu Wohnhaus Zur Treu (Q29882719)                                                                             | Wohnhaus Zur Treu KGS-Nr.: 10943                                                                             | B    | G   | Hauptstrasse 14 698471 / 282898                   |                                                                                 |
| ja   | Datei hochladen · Wikidata zu Wohnhaus Zum Pelikan (Q29882711)                                                                          | Wohnhaus Zum Pelikan KGS-Nr.: 10944                                                                          | B    | G   | Hauptstrasse 16 698481 / 282899                   | Wohnhaus/Laden mit mittelalterlichem Kern.                                      |
| ja   | Datei hochladen · Wikidata zu Wohnhaus Zur Hoffnung (Q29882717)                                                                         | Wohnhaus Zur Hoffnung KGS-Nr.: 10945                                                                         | B    | G   | Hauptstrasse 42 698588 / 282877                   |                                                                                 |
| ja   | Datei hochladen · Wikidata zu Klosterhaus (Q29882681)                                                                                   | Klosterhaus KGS-Nr.: 10946                                                                                   | B    | G   | Kirchgasse 20 698377 / 282941                     |                                                                                 |
| ja   | Datei hochladen · Wikidata zu Wohnhaus Zum Schneggen (Q29882712)                                                                        | Wohnhaus Zum Schneggen KGS-Nr.: 10947                                                                        | B    | G   | Kirchgasse 23 698391 / 282981                     |                                                                                 |
| ja   | Datei hochladen · Wikidata zu Altes Schulhaus / Ehemaliges Zunfthaus zum Grimmen Löwen (Q29882672)                                      | Altes Schulhaus, ehemaliges Zunfthaus zum Grimmen Löwen KGS-Nr.: 10948                                       | B    | G   | Schmiedgasse 16 698454 / 282847                   |                                                                                 |
| ja   | Datei hochladen · Wikidata zu Vorderes Amtshaus / Konstanzer Amtshaus / Toggenburgerhaus (Q29882702)                                    | Vorderes Amtshaus, Konstanzer Amtshaus, Toggenburgerhaus KGS-Nr.: 10949                                      | B    | G   | Schwaderloch 7, 8 698558 / 283000                 |                                                                                 |
| BW   | Datei hochladen · Wikidata zu Volkskundliche Sammlung im Kornhaus des ehemaligen Dominikanerinnenklosters St. Katharinental (Q29882700) | Volkskundliche Sammlung im Kornhaus des ehemaligen Dominikanerinnenklosters St. Katharinental KGS-Nr.: 11611 | B    | S   | St. Katharinental 11.1 697428 / 283132            |                                                                                 |
| ja   | Datei hochladen · Wikidata zu Haus Zum Wildenmann / Zur Goldenen Sau (Q29882677)                                                        | Haus Zum Wildenmann, Zur Goldenen Sau KGS-Nr.: 13663                                                         | B    | G   | Hauptstrasse 17(/ Hintergasse 16) 698488 / 282927 |                                                                                 |
| ja   | Datei hochladen · Wikidata zu Wohnhaus Neuhaus (Q29882706)                                                                              | Wohnhaus Neuhaus KGS-Nr.: 13664                                                                              | B    | G   | Hauptstrasse 10 698460 / 282908                   |                                                                                 |
| ja   | Datei hochladen · Wikidata zu Wohnhaus Rebstock (Q29882709)                                                                             | Wohnhaus Rebstock KGS-Nr.: 13665                                                                             | B    | G   | Basadingerstrasse 1 698500 / 282890               |                                                                                 |
| ja   | Datei hochladen · Wikidata zu Ehemalige Badstube, Gerberei (Q29882675)                                                                  | Ehemalige Badstube, Gerberei KGS-Nr.: 13666                                                                  | B    | G   | Rheinstrasse 6 698472 / 283019                    | Stattlicher Fachwerkbau aus dem späten 17. Jahrhundert.                         |
| ja   | Datei hochladen · Wikidata zu Villa Rosenheim (Q29882697)                                                                               | Villa Rosenheim KGS-Nr.: 13667                                                                               | B    | G   | Schlattingerstrasse 6 698759 / 282711             | Erbaut um 1900 nach Plänen von Wilhelm Martin.                                  |
| ja   | Datei hochladen · Wikidata zu Bruder-Klaus-Kirche mit freistehendem Kirchturm (Q29882674)                                               | Bruder-Klaus-Kirche mit freistehendem Kirchturm KGS-Nr.: 13668                                               | B    | G   | Schulstrasse 14, 14.1, 14.2 698649 / 282569       |                                                                                 |
| ja   | Datei hochladen · Wikidata zu Scheune Flum-Schüür (Q29882695)                                                                           | Scheune Flum-Schüür KGS-Nr.: 13669                                                                           | B    | G   | Kirchgasse 9 698331 / 282932                      |                                                                                 |
| ja   | Datei hochladen · Wikidata zu Museum Kunst und Wissen, Sammlung Rösch (Q27480019)                                                       | Museum Kunst und Wissen, Sammlung Rösch KGS-Nr.: 13889                                                       | B    | S   | Museumsgasse 11 698686 / 282971                   |                                                                                 |